# Principato di Valona
La Signoria di Valona e Canina, nota anche come Despotato di Valona e Kanina o semplicemente Principato di Valona (in albanese Principata e Vlorës; in serbo Валонска кнежевина?; in bulgaro Валонско княжество?) (1346–1417) era un principato medievale in Albania, che comprendeva grosso modo i territori delle odierne contee di Valona, Fier e Berat. Inizialmente vassallo dell'impero serbo, divenne una signoria indipendente dopo il 1355, ma de facto sotto l'influenza veneziana, e rimase tale fino alla conquista dei turchi ottomani nel 1417.

## Storia
La città strategicamente importante di Valona, sulla costa dell'odierna Albania, fu ripetutamente contesa tra i Bizantini e le varie potenze italiane nel XIII secolo. Conquistata infine da Bisanzio nel 1290 circa, fu uno dei principali possedimenti imperiali dei Balcani. Il dominio bizantino durò fino al 1340, quando il sovrano serbo Stefano Dušan, approfittando di una guerra civile bizantina, prese l'Albania. Valona cadde alla fine del 1345 o all'inizio del 1346 e Dušan mise suo cognato, Giovanni Asen, fratello dello zar bulgaro Ivan Alessandro, a capo di Valona come sua capitale, e con Kanina e Berat come sue principali fortezze. Secondo alcuni studiosi, però, Dušan avrebbe conquistato Valona e Kanina già nel 1337. La portata dell'autorità di Giovanni su questo territorio non è chiara; non è noto se fosse limitata al governo di queste città fortificate o se la sua autorità fosse più ampia, con i vari capi locali dell'Albania centrale che lo riconoscevano come rappresentante di Dušan.
Giovanni ottenne il grado di despota da Dušan e continuò a consolidare il suo controllo sul suo nuovo territorio presentandosi come l'erede dei despoti dell'Epiro. A tal fine sposò Anna Paleologina, vedova del despota Giovanni II Orsini, adottò gli ornamenti della corte bizantina, assunse il cognome "Comneni", che era tradizionalmente portato dai sovrani epiroti, e firmò i suoi documenti in greco. Dopo la morte di Dušan nel 1355, Giovanni si affermò come signore indipendente. Mantenne stretti rapporti con Venezia (di cui divenne cittadino) e con Simeon Uroš, sovrano dell'Epiro nel sud. Sotto il suo governo Valona prosperò attraverso il commercio con Venezia e la Repubblica di Ragusa.
Giovanni morì di peste nel 1363 e gli successe Alessandro, forse suo figlio, che regnò fino al 1368 circa. Continuò la politica del padre, mantenendo stretti legami con Ragusa, di cui acquisì la cittadinanza. Nel 1372 la figlia senza nome di Giovanni si sposò con Balša II della nobile famiglia serba Balšić (un ramo cadetto dei della nobile famiglia Del Balzo del Regno di Napoli, ma di origine francese) che ricevette in dote Valona, Kanina, Berat e Himara. Molti cittadini di Valona si rifugiarono sull'isola di Saseno e chiesero la protezione veneziana. Balša continuò ad espandere il suo territorio nei Balcani occidentali, ereditando Zeta nel 1378 e conquistando subito dopo Dyrrhachium da Carlo Topia; dopodiché assunse il titolo di "Duca d'Albania", probabilmente dall'omonima provincia veneziana. Tuttavia, Thopia chiese aiuto agli ottomani e Balša fu ucciso nella battaglia dei Campi Sauriani, vicino a Berat, nel 1385. La sua vedova, Komnina, riprese il controllo del suo territorio patrimoniale e da allora in poi lo governò insieme alla figlia Ruđina. Berat però era già caduta sotto i Muzaka e la loro signoria era adesso confinata nell'area intorno a Valona, con Kanina, Himara e il forte di Pyrgos.
Il principato dovette all'epoca affrontare la sempre più crescente minaccia ottomana; nel 1386 la vedova di Balša si offrì di cedere Valona a Venezia in cambio di aiuto, ma la Repubblica rifiutò, poiché Valona da sola senza il suo entroterra era indifendibile. Dopo la decisiva vittoria ottomana nella battaglia della Piana dei Merli nel 1389, la situazione divenne ancora più precaria. Un'offerta simile nel 1393 fu respinta anche da una Venezia desiderosa di non inimicarsi gli ottomani, ma un'altra proposta, più completa, seguì due anni dopo. Attraverso il vescovo d'Albania, la vedova offrì la consegna dell'intero principato in cambio di una pensione vitalizia per lei e la sua famiglia di circa 7.000 ducati prelevati dalle entrate del principato (stimate in 9.000 ducati). I negoziati vacillarono dopo la morte della vedova nel 1396. Subentrò Ruđina, che nel 1391 aveva sposato Mrkša Žarković. Secondo le fonti italiane, il principato era chiamato Regno di Serbia durante il periodo di Mrksa'a. Minacciati dall'espansione ottomana, sia la vedova di Balša che Mrkša si offrirono ripetutamente di cedere Valona e il loro principato ai veneziani, i quali tuttavia si rifiutarono o procrastinarono. Dopo la morte di Mrkša nel 1415, gli successe brevemente la vedova Ruđina, fino alla conquista ottomana della città nel 1417.
Il bailo veneziano di Costantinopoli cercò di ottenere la restituzione del territorio per Ruđina, che era cittadina veneziana, o in alternativa di acquistarlo per la Repubblica per un massimo di 8.000 ducati, ma non se ne fece nulla. Con l'eccezione di una breve occupazione veneziana nel 1690-1691, la regione rimase sotto il dominio ottomano fino alla prima guerra balcanica e all'istituzione di uno stato albanese indipendente.

## Sovrani
- Giovanni Comneno Asen (1346–1363), despota
- Alessandro Comneno Asen (1363–1372), Signore di Valona e Kanina[25]
- Balša II Balšić (1372–1385), signore di Kanina e Valona, e infine duca d'Albania[17] (in latino magnificus dominus Balsa Balsich, Gente, Canine et Avlone dominus)[26]
- Komnina Balšić (1385–1396), con
- Mrkša Žarković (1396–1414), dominus Avlonae (in latino: "signore di Valona") in vari stili, ἡγεμὼν Κανίνων (in greco: "signore di Kanina") o Ré di Serbia (dall'Italiano)
- Ruđina Balšić (1414–1417)[27]